# Francis Beaufort
Sir Francis Beaufort (Navan, Irlanda, 7 de Maio de 1774 — Sussex, 17 de Dezembro de 1857) foi um hidrógrafo irlandês. Foi o criador da Escala de Beaufort para medir a intensidade do vento.
Em sua honra o mar a norte do Alasca é chamado Mar de Beaufort, e uma ilha da Antárctica (Ilha Beaufort) leva seu nome.

## Biografia
Francis Beaufort era descendente de huguenotes que fugiram de França após o massacre de São Bartolomeu e se instalaram na Irlanda. O seu pai era reitor de Navan. Francis deixou a escola aos 14 anos e entrou na marinha britânica.
Como consequência de ter naufragado aos 15 anos e quase ter morrido de inanição, naufrágio esse devido a uma carta marítima com erros, torna-se obcecado com a importância da formação e desenvolvimento de boa e precisa cartografia para navegantes.
Começando ao serviço da Companhia Britânica das Índias Orientais, Beaufort subiu na carreira para tenente, comandante e capitão na Marinha Real Britânica. Contrariamente à maioria dos outros oficiais, Beaufort no seu tempo livre fazia medições de profundidades e distâncias, complementadas com observações astronómicas para determinar longitude e latitude, e medindo as linhas de costa, completando mapas e cartas de navegação.
Em 1811–1812, Beaufort cartografou e explorou o sul da Anatólia, localizando muitas ruínas da era clássica. O seu trabalho foi interrompido (em Ayas, perto de Adana) por um ataque dos turcos à sua tripulação, no qual ficou ferido com gravidade por uma bala na anca. Voltando a Inglaterra, completou as cartas, publicando-as em 1817 na seu livro Karamania; ou uma breve descrição da costa sul da Ásia Menor, e das ruínas da Antiguidade.
Em 1829, aos 55 anos (idade de reforma para o seu tempo), Beaufort torna-se Hidrógrafo do Almirantado Britânico, cargo que ocupa por 25 anos, mais que qualquer antecessor ou sucessor. Beaufort converteu o que era um simples depósito de cartas na melhor instituição de topografia e produção de cartas do mundo. Algumas das suas cartas ainda se usam hoje, 200 anos depois dos levantamentos.
Os grandes observatórios astronómicos em Greenwich e no Cabo da Boa Esperança estiveram sob administração sua. Beaufort dirigiu algumas das maiores explorações marítimas do seu tempo. Durante oito anos, presidiu ao Conselho Árctico durante a busca do explorador perdido, Sir John Franklin, que pretendia encontrar a lendária Passagem do Noroeste.
Como membro do conselho da Royal Society, do Observatório de Greenwich e da Royal Geographic Society (que ajudou a fundar), Beaufort usou o seu cargo e prestígio como cientista para actuar como intermediário para a correspondência científica dos seus colegas. Representou geógrafos, astrónomos, oceanógrafos, geodesistas e meteorologistas conseguindo apoio para as suas pesquisas pelo Hydrographic Office. Por exemplo, aprovou a expedição de Robert FitzRoy às Ilhas Galápagos na qual o naturalista Charles Darwin participou.
Ultrapassando muitas objecções, Beaufort obteve o apoio governamental para uma viagem à Antárctica em 1839–1843 efectuada por James Clark Ross para a medição exaustiva do campo magnético terrestre, coordenada com medições similares na Europa e Ásia.
A sua extensa correspondência com mais de 200 publicações científicas continha partes escritas numa cifra pessoal, alterada da cifra de Vigenère por reversão do alfabeto da cifra (uma variante que recebeu o seu nome).